# 周光闻
周光闻，宋朝政治人物。
周光闻曾于1156年接替王崧任华亭县知县一职，1159年由周极接任。